# Исторические места Кореи
Исторические места Кореи — места, на территории которых происходили важные исторические события, либо где находились/находятся древние постройки и сооружения. Исторические места отбираются Комитетом по Культурному Наследию, после чего присвоение статуса исторического места утверждается Администрацией по Культурному Наследию.
Всего в список Исторических мест Кореи к 28 мая 2008 года было занесено 494 наименования (вместе с отменёнными; без отменённых — 475), среди которых: храмы, жилые постройки, места сражений, гробницы, территории тюрем, гончарных мастерских, крепостей и многое другое. 19 мест были исключены из списка ввиду либо утраты ценности, либо присвоению статуса местного исторического значения.

## Номера 1-100
| Номер          | Название                                                                       | Описание | Местонахождение | Период создания           | Дата присвоения статуса |
| -------------- | ------------------------------------------------------------------------------ | --- | --- | ------------------------- | ----------------------- |
| 1              | Пхосокчон (포석정)                                                             | Ручей — место игры «Юсанкоксу» (유상곡수연, (流觴曲水)) | провинция Кёнсан-Пукто, г. Кёнджу, Бэдон 454-3 (배동 454-3)                                                                                 | Силла                     | 21 января 1963 года     |
| 2              | Археологические памятники в Понхвандоне, г. Кимхэ, (김해 봉황동 유적)          | груда ракушек (조개더미, 패총) | провинция Кёнсан-Намдо, г. Кимхэ, неподалёку от Понхвандон 253 (봉황동 253번지 외)                                                          | Бронзовый век             | 21 января 1963 года     |
| 3              | Крепость Хвасон в г. Сувон (수원 화성)                                         | король Чонджо (정조) из династии Чосон хотел переместить столицу из Сеула в эту крепость, построенную в 1796-м году                                                                                           | провинция Кёнгидо, г. Сувон, Чанангу, Ёнмудон 190 (장안구 연무동 190)                                                                       | Чосон                     | 21 января 1963 года     |
| 4              | Крепость Сонхынсансон в уезде Пуё (부여 성흥산성)                              | горная крепость, построенная в низовьях Кымгансана в 501-м году н. э. королём Тонсоном (동성왕) из династии Пэкче                                                                                             | провинция Чхунчхон-Намдо, уезд Пуё, Имчонмён, Кунсари сан 1-1 (임천면 군사리 산1-1)                                                         | Пэкче                     | 21 января 1963 года     |
| 5              | Крепость Пусо в уезде Пуё (부여 부소산성)                                      | город-крепость периода Саби (사비) династии Пэкче, расположенная в горах. Построена королём Соном (성왕, 聖王) в 538-м году н. э.                                                                             | провинция Чхунчхон-Намдо, уезд Пуё, Пуёып, Ссанпунни сан 4 (부여군 부여읍 쌍북리 산4)                                                       | Пэкче                     | 21 января 1963 года     |
| 6              | Территория храма Хваннёнса (황룡사지)                                          | Храм был заложен королём Чинхыном (진흥) из династии Силла в 553-м году, а завершилось строительство в 570-м году н. э.                                                                                       | провинция Кёнсан-Пукто, г. Кёнджу, Кухвандон 320-1 (구황동 320-1)                                                                           | Силла                     | 21 января 1963 года     |
| 7              | Территория храма Мандокса (망덕사지)                                           | Наряду с храмом Хваннёнса являлся «визитной карточкой» государства Силла. Имеет отношение к храму Сачхонванса (사천왕사)                                                                                      | провинция Кёнсан-Пукто, г. Кёнджу, Пэбандон 956 (배반동 956)                                                                                | Силла                     | 21 января 1963 года     |
| 8              | Крепость Сачхонванса (사천왕사지)                                              | Легендарный храм-крепость, построенный королём Мунму (Силла) (문무) в целях защиты от нападений со стороны китайской династии Тан (唐)                                                                        | провинция Кёнсан-Пукто, г. Кёнджу, Пэбандон 935-2 (배반동 935-2)                                                                            | Силла                     | 21 января 1963 года     |
| Статус отменён | Крепость Хаксон в г.Ульсан (울산 학성)                                         | Построена отступавшими японскими войсками примерно в 1597-м году | г. Ульсан, Чунку Хаксондон (학성동) | Чосон                     |                         |
| 10             | Сеульская крепость (서울 성곽)                                                 | Крепость, построенная в 1395-м году королём Тхэджо (태조, 太祖) для обороны столицы | Сеул, Чонногу | Чосон                     | 21 января 1963 года     |
| 11             | Крепость Пхуннаптхо (풍납토성)                                                 | Город-крепость династии Пэкче | Сеул, Сонпхагу, возле Пхуннапдон 72-1 (송파구 풍납동 72-1외)                                                                                | Пэкче                     | 21 января 1963 года     |
| 12             | Город-крепость Консан в г. Конджу (공주 공산성)                                | Город-крепость в населённом пункте Унджин. В эпоху Пэкче назывался «Крепость Унджин» | провинция Чхунчхон-Намдо, г. Конджу, возле Сансондон 2 (산성동 2외)                                                                         | Пэкче                     | 21 января 1963 года     |
| 13             | Могильные курганы в Сонсанни, г. Конджу (공주 송산리 고부군)                   | Древние могильные погребения, включающие в себя гробницы короля Мурёна и его супруги | провинция Чхунчхон-Намдо, г. Конджу, Кымсондон сан 5-1 (금성동 산5-1)                                                                       | Пэкче                     | 21 января 1963 года     |
| 14             | Могильные курганы в Нынсанни, уезд Пуё (부여 능산리 고부군)                    | Древние могильные погребения эпохи Саби династии Пэкче | провинция Чхунчхон-Намдо, уезд Пуё, Пуёып, Нынсанни 15 (부여읍 능산리 15)                                                                   | Пэкче                     | 21 января 1963 года     |
| 15             | Храм Хыннюнса в г. Кёнджу (경주 흥륜사지)                                      | Из буддийских храмов Силла был построен раньше всех (544 год — период правления короля Чинхына (진흥왕)) | провинция Кёнсан-Пукто, г. Кёнджу, Саджондон 281-1 (사정동 281-1)                                                                           | Силла                     | 21 января 1963 года     |
| 16             | Крепость Вольсон (крепость) (월성)                                             | построенная в 101-м году н. э. крепость, служившая королевским дворцом | провинция Кёнсан-Пукто, г. Кёнджу, Инвандон 387-1 (인왕동 387-1)                                                                            | Силла                     | 21 января 1963 года     |
| 17             | Крепость Намкору (남고루)                                                      | Построенная в эпоху государства Корё небольшая оборонительная крепость | провинция Кёнсан-Пукто, г. Кёнджу, возле Хванодон 21-1, пхиль 77 (황오동 21-1외 77필)                                                       | Корё                      | 21 января 1963 года     |
| 18             | Дворец Тонгун и пруд Вольчи в Кёнджу (경주 동궁과 월지)                        | Пруд, построенный в период правления короля Мунму (674 год) | провинция Кёнсан-Пукто, г. Кёнджу, Инвандон 26 (인왕동 26)                                                                                  | Силла                     | 21 января 1963 года     |
| 19             | Лес Керим в г. Кёнджу (경주 계림)                                              | Лес, в котором, по преданию, родился Ким Альчи (김알지) | провинция Кёнсан-Пукто, г. Кёнджу, Кёдон 1 (교동 1)                                                                                         | Силла                     | 21 января 1963 года     |
| 20             | Гробница короля Муёля (무열왕릉)                                               | Гробница 29 короля Силла Муёля | провинция Кёнсан-Пукто, г. Кёнджу, Соакдон 842 (서악동 842)                                                                                 | Силла                     | 21 января 1963 года     |
| 21             | Гробница генерала Ким Ю Сина (김유신묘)                                        | Гробница известного полководца периода Силла Ким Ю Сина | провинция Кёнсан-Пукто, г. Кёнджу, Чхунхёдон сан 7-10 (충효동 산7-10)                                                                       | Силла                     | 21 января 1963 года     |
| 22             | Крепость Намсан (남산성)                                                       | Крепость, построенная королём Чинпхёном (진평왕) в 591-м году | провинция Кёнсан-Пукто, г. Кёнджу, Инвандон (인왕동), Тхапдон (탑동), Намсандон (남산동), Пэбандон (배반동), Пэдон (배동)                   | Силла                     | 21 января 1963 года     |
| 23             | Гробница короля Кёндока (경덕왕릉)                                             | Гробница 35 короля Силла Кёндока | провинция Кёнсан-Пукто, г. Кёнджу, Нэнаммён, Пуричи сан 8 (내남면 부지리 산8)                                                               | Силла                     | 21 января 1963 года     |
| 24             | Гробница королевы Чиндок (진덕여왕릉)                                          | Захоронение 28-й королевы государства Силла Чиндок | провинция Кёнсан-Пукто, г. Кёнджу, Хёнкокмён, Орюри сан 48 (현곡면 오류리 산48)                                                             | Силла                     | 21 января 1963 года     |
| 25             | Крепость Пусан (부산성)                                                        | Горная крепость, построенная в период правления короля Мунму (Силла) (663-й год) из крупных камней | провинция Кёнсан-Пукто, г. Кёнджу, Кончхонып, Сонсонни сан 195 (건천읍 송선리 산195)                                                        | Силла                     | 21 января 1963 года     |
| 26             | Могильные курганы Кверын (괘릉)                                                | Древние погребальницы периода Объединённое Силла | провинция Кёнсан-Пукто, г. Кёнджу, Ведонып, Кверынни сан 17 (외동읍 괘릉리 산17)                                                            | Силла                     | 21 января 1963 года     |
| 27             | Гробница Панхянпун в Куджонни, г. Кёнджу (경주 구정리 방형분)                  | Древнее погребение, расположенное к северу от дороги, ведущей в храм Пульгукса. Основание гробницы — прямоугольное, чем гробница и отличается от множества других                                             | провинция Кёнсан-Пукто, г. Кёнджу, Куджондон сан 41 (구정동 산41)                                                                           | Силла                     | 21 января 1963 года     |
| 28             | Гробница короля Сондока (성덕왕릉)                                             | Гробница 33 короля Силла Сондока | провинция Кёнсан-Пукто, г. Кёнджу, Чояндон сан 8 (조양동 산8)                                                                               | Силла                     | 21 января 1963 года     |
| 29             | Гробница короля Хондока (헌덕왕릉)                                             | Гробница 41 короля Силла Хондока | провинция Кёнсан-Пукто, г. Кёнджу, Дончхондон 80 (동천동 80)                                                                                | Силла                     | 21 января 1963 года     |
| 30             | Гробница короля Хындока (Силла) (흥덕왕릉)                                     | Гробница 42 короля Силла Хындока | провинция Кёнсан-Пукто, г. Кёнджу, Анганып, Юктхонни сан 42 (안강읍 육통리 산42)                                                            | Силла                     | 21 января 1963 года     |
| 31             | Развалины монастыря Камынса в г. Кёнджу (경주 감은사지)                        | Территория храма Гамынса периода государства Объединённое Силла | провинция Кёнсан-Пукто, г. Кёнджу, Янбукмён, Ёнтанни 55-1 (양북면 용당리 55-1)                                                              | Силла                     | 21 января 1963 года     |
| 32             | Ворота независимости (Корейская империя) (독립문)                              | Ворота, воздвигнутые Обществом независимости (독립협회) в 1896-м году как символ независимости и свободы Корейской империи от Японии.                                                                         | Сеул, Содэмунгу, Хёнджодон 941 (현저동 941)                                                                                                 | Корейская империя         | 21 января 1963 года     |
| 33             | Каменные колонны ворот Ёнын (영은문주초)                                       | Каменные колонны Мохвагвана (모화관) — здания, в котором император Коджон встречал японских посланников | Сеул, Содэмунгу, Хёнджодон 945 (현저동 945)                                                                                                 | Корейская империя         | 21 января 1963 года     |
| 34             | Крепость Чхонмасансон (청마산성)                                               | Самая большая из крепостей Пэкче, построенных из крупных камней | провинция Чхунчхон-Намдо, уезд Пуё, Пуёып, Нынсанни сан 1-1 (부여읍 능산리 산1-1)                                                           | Пэкче                     | 21 января 1963 года     |
| Статус отменён | Пусанский японский замок (부산 일본성)                                         | | Пусан, Тонку, Помильтон (범일동) и Чвачхондон (좌천동)                                                                                      | неизвестно                | -                       |
| Статус отменён | Масанский японский замок (마산 일본성)                                         | | провинция Кёнсан-Намдо, г. Масан, Санходон (산호동)                                                                                         | неизвестно                | -                       |
| 37             | Книгохранилище Одэсан (오대산 사고지)                                          | Сооружение, построенное для хранения исторических хроник (летописей) династии Чосон (조선왕조실록), записанных после битвы между войсками Чосон и династии Цин (битва Пёнджахоран (병자호란)) в 1636—1937 гг. | провинция Канвондо, уезд Пхёнчхан, Чинбумён, Донсанни сан 1 (평창군 진부면 동산리 산1)                                                      | Чосон                     | 21 января 1963 года     |
| 38             | Могильные курганы в Нодонни, г. Кёнджу (경주 노동리 고부군)                    | Могильные погребения эпохи Силла. | провинция Кёнсан-Пукто, г. Кёнджу, Нодондон 261 (노동동 261)                                                                                | Силла                     | 21 января 1963 года     |
| 39             | Могильные курганы в Носори, г. Кёнджу (경주 노서리 고부군)                     | Могильные погребения эпохи Силла. Кымгванчхон (금관총) • Собончхон (서봉총) • Хоучхон (호우총) • Ынрёнчхон (은령총) • гробница-историческое место под номером 138 и пр.                                       | провинция Кёнсан-Пукто, г. Кёнджу, Носодон 104 (노서동 104)                                                                                 | Силла                     | 21 января 1963 года     |
| 40             | Могильные курганы в Хваннамни, г. Кёнджу (경주 황남리 고부군)                  | Могильные погребения эпохи Силла | провинция Кёнсан-Пукто, г. Кёнджу, Хваннамдон 6-1 (황남동 6-1)                                                                              | Силла                     | 21 января 1963 года     |
| 41             | Могильные курганы в Хванори, г. Кёнджу (경주 황오리 고부군)                    | Могильные погребения эпохи Силла | провинция Кёнсан-Пукто, г. Кёнджу, Хванодон 102-3 (황오동 102-3)                                                                            | Силла                     | 21 января 1963 года     |
| 42             | Могильные курганы в Инванни, г. Кёнджу (경주 인왕리 고부군)                    | Могильные погребения эпохи Силла | провинция Кёнсан-Пукто, г. Кёнджу, Инвандон 669-1 (인왕동 669-1)                                                                            | Силла                     | 21 января 1963 года     |
| 43             | Могильные курганы в Кымчхонни (경주 금척리 고부군)                             | Могильные погребения эпохи Силла | провинция Кёнсан-Пукто, г. Кёнджу, Кончхонып, Кымчхонни 192-1 (건천읍 금척리 192-1)                                                         | Силла                     | 21 января 1963 года     |
| 44             | Развалины монастыря в Кунсури, уезд Пуё (부여 군수리사지)                      | Территория храма эпохи Пэкче | провинция Чхунчхон-Намдо, уезд Пуё, Пуёып (부여읍 군수리 19)                                                                                | Пэкче                     | 21 января 1963 года     |
| 45             | Территория храма Чанханни в г. Кёнджу (경주 장항리사지)                        | Территория храма, дата создания которого неизвестна | провинция Кёнсан-Пукто, г. Кёнджу, Янпукмён, Чанханни 1081 (양북면 장항리 1081)                                                             | Силла                     | 21 января 1963 года     |
| 46             | Храм Вонвонса в г. Кёнджу (경주 원원사지)                                      | Храм, по легенде построенный привеженцами тантрического буддизма | провинция Кёнсан-Пукто, г. Кёнджу, Ведонып, Мохвари 2 (외동읍 모화리 2)                                                                     | Силла                     | 21 января 1963 года     |
| 47             | Горная крепость Мёнхвальсан (명활산성)                                         | Построена для защиты окрестностей г. Кёнджу. Дата постройки не определена | провинция Кёнсан-Пукто, г. Кёнджу, Чхонкундон (천군동), Помундон (보문동)                                                                   | Силла                     | 21 января 1963 года     |
| 48             | Крепость Кванмун (관문성)                                                      | Построена в 673-м году для охраны восточных окрестностей г. Кёнджу | провинция Кёнсан-Пукто, г. Кёнджу, Ведонып, Мохари сан 122 (외동읍 모화리 산122) г. Ульсан, Пукку, Тальчхондон (달천동), Чунсандон (중산동) | Силла                     | 21 января 1963 года     |
| Статус отменён | Замок Синсоннисон, у. Сынджу (승주신성리성)                                    | Замок, построенный японским полководцем Кониши Юкинага во время Имджинверан (임진왜란) — войны 1592—1597 гг. Единственный японский замок в Чолла-Намдо                                                        | провинция Чолла-Намдо, г. Сунчхон, Хэрёнмён, Синсонни 5 (해룡면 신성리 5)                                                                   | Чосон                     | -                       |
| Статус отменён | Крепость Сонджиннисон, г. Сачхон (사천선진리성)                                | | провинция Кёнсан-Намдо г. Сачхон, Йонхёнмён Сонджинни 402 (용현면 선진리 402)                                                               | Чосон                     | -                       |
| Статус отменён | Крепость Чуктосон, г. Кимхэ (김해죽도성)                                       | Крепость, построенная японским полководцем Набэдзимой Наосикэ во период Имджинской войны | г. Пусан, Кансо, квартал Чуннимдон 787 2 (죽림동 787 2)                                                                                     | Чосон                     | -                       |
| Статус отменён | Крепость Чуксоннисон, у. Киджан (기장죽성리성)                                 | Крепость, построенная японским полководцем Куродой Нагамаса во время Имджинской войны | г. Пусан, у. Киджан, уездн. город Киджан, дер. Чуннимни 46 (기장읍 죽림리 46)                                                               | Чосон                     | -                       |
| Статус отменён | Анголлисон (안골리성)                                                          | Крепость, построенная японским полководцем Кониши Юкинага во время Имджинверан | провинция Кёнсан-Намдо г. Чинхэ 안골동 산27                                                                                                 | Чосон                     | -                       |
| Статус отменён | Сосэнпхосон (서생포성)                                                         | Крепость, построенная японским полководцем Като Киёмаса во время Имджинверан | г. Ульсан, у. Ульчу, волость Сосэн, дер. Сосэнни 213 (울주군 서생면 서생리 213)                                                             | Чосон                     | -                       |
| 55             | Конфуцианский храм Сосу (소수서원)                                             | Первый корейский конфуцианский храм, построенный в 1543-м году. | провинция Кёнсан-Пукто, г. Ёнджу, Сунхынмён, Нэджунни 151 (순흥면 내죽리 151)                                                               | Чосон                     | 21 января 1963 года     |
| 56             | Крепость Хэнджу (행주산성)                                                     | Крепость, известная сражением Хэнджудэчхоп (행주대첩), произошедшим к востоку от Сеула во время Имджинверан                                                                                                   | провинция Кёнгидо, г. Коян, Тонъянгу (덕양구)                                                                                               | Чосон                     | 21 января 1963 года     |
| 57             | Крепость Намхансан (남한산성)                                                  | Крепость, известная сражением войск династии Чосон с войсками китайской династии Цин — Пёнджахоран (병자호란) (декабрь 1636 — январь 1637)                                                                    | провинция Кёнгидо, г. Кванджу, Чунбумён, Сансонни сан 1 (중부면 산성리 산1)                                                                 | Чосон                     | 21 января 1963 года     |
| 58             | Внешняя стена крепости в уезде Пуё (부여나성)                                  | Предполагается, что стена была построена в 538-м году для охраны столицы государства Пэкче | провинция Чхунчхон-Намдо, уезд Пуё, Пуёып, Ёмчханни 565 (부여읍 염창리 565)                                                                 | Пэкче                     | 21 января 1963 года     |
| 59             | Крепость Чхонсан (청산성)                                                      | Расположенная на небольшом холме в 500 метрах к востоку от горы Пусо (부소산) земляная крепость | провинция Чхунчхон-намдо, уезд Пуё, Пуёып, Ссанпунни 6 (부여읍 쌍북리 6)                                                                    | Пэкче                     | 21 января 1963 года     |
| 60             | Крепость Конджисан (건지산성)                                                  | Расположена недалеко от вершины горы Конджисан. Состоит из внутренней стены, построенной в форме седла, и внешней стены                                                                                       | провинция Чхунчхон-Намдо, уезд Сочхон, Хансанмён, Чихённи сан 3 (한산면 지현리 산3)                                                         | Три корейских государства | 21 января 1963 года     |
| 61             | Крепость Чусан (주산성)                                                        | Длина внешней стены — приблизительно 700 м, внутренней — 311 м | провинция Кёнсан-Пукто, уезд Корён, Корёнып, Чунхвари са 3 пхиль 29 (고령읍 중화리 산3외 29필)                                              | Три корейских государства | 21 января 1963 года     |
| 62             | Крепость Тальсон (대구 달성; в переводе «лунная крепость», «крепость Луны»)    | Крепость периода трёх корейских государств. | г. Тэгу, Чунку, Тальсондон 294-1 (달성동 294-1)                                                                                             | Три корейских государства | 21 января 1963 года     |
| Статус отменён | Японская крепость Чынсан (증산성)                                              | Крепость японской конструкции, построенная в эпоху государства Чосон | провинция Кёнсан-Намдо, г. Янсан, Мулькымып, Чынсанни сан 38-1 (물금읍 증산리 산 38-1)                                                      | Чосон                     | -                       |
| 64             | Крепость Хвавансан (화왕산성)                                                  | Существовавшая в период трёх корейских государств горная крепость | провинция Кёнсан-Намдо, уезд Чханнён, Чханнёнып, Окчхонни сан 322 (창녕읍 옥천리 산322)                                                     | Три корейских государства | 21 января 1963 года     |
| 65             | Крепость Мокмасан (목마산성)                                                   | Крепость эпохи трёх корейских государств | провинция Кёнсан-Намдо, уезд Чханнён, Чханнёнып Сонхённи сан 5-2 (창녕읍 송현리 산5-2)                                                      | Три корейских государства | 21 января 1963 года     |
| 66             | Крепость Пунсан (분산성)                                                       | Каменная крепость на вершине горы Пунсан | провинция Кёнсан-Намдо, г. Кимхэ, Обандон сан 9 (어방동 산9)                                                                                | Три корейских государства | 21 января 1963 года     |
| 67             | Крепость Сонсан (성산산성)                                                     | Крепость, расположенная к востоку от уезда Хаман, с окружностью стен около 1400 м | провинция Кёнсан-Намдо, уезд Хаман, Хаманып Квесанни, Каяып Кванджонни 569 (함안군 함안읍 괴산리, 가야읍 광정리 569)                        | Три корейских государства | 21 января 1963 года     |
| 68             | Печи для обжига глиняных изделий в Тэгумёне, уезд Канджин (강진 대구면 도요지) | Печи для обжига глиняных изделий или селадона | провинция Чолла-Намдо, уезд Канджин, Тэгумён, возле Саданни сан 4 (대구면 사당리 산4외)                                                     | Корё                      | 21 января 1963 года     |
| 69             | Печи для обжига глиняных изделий в Ючхонни, уезд Пуан (부안 유천리 도요지)     | Широкая площадка с печами для обжига глиняных изделий, находящаяся на берегу залива Кульпхо (굴포만) | провинция Чолла-Пукто, уезд Пуан, Поанмён Ючхонни 14 (보안면 유천리 14)                                                                     | Корё                      | 21 января 1963 года     |
| 70             | Печи для обжига глиняных изделий в Чинсори, уезд Пуан (부안 진서리 도요지)     | Наряду с историческим местом Кореи № 69 является представительной площадкой для обжига глиняных изделий | провинция Чолла-Пукто, уезд Пуан, Чинсомён, Чинсори 56 (진서면 진서리 56)                                                                   | Корё                      | 21 января 1963 года     |
| 71             | Печи для обжига глиняных изделий в Сабудоне, Сонсан (성산 사부동 도요지)       | Площадка с печами для обжига керамики, бывшая в пользовании в позднем Корё и раннем Чосоне | провинция Кёнсан-Пукто, уезд Корё, Сонсанмён Сабудон сан 16 (성산면 사부동 산16)                                                            | Корё                      | 21 января 1963 года     |
| 72             | Печи для обжига керамики в Кисадоне, Сонсан (성산 기산동 도요지)               | В XV—XVI веках использовались для обжига селадона и белой керамики | провинция Кёнсан-Пукто, уезд Корё, Сонсанмён Кисандон сан 81 (성산면 기산동 산81)                                                           | Чосон                     | 21 января 1963 года     |
| 73             | Гробница Суро (수로왕릉)                                                       | Гробница первого короля Кая Суро, находящаяся у юго-западного подножия горы Пунсан | провинция Кёнсан-Намдо, г. Кимхэ, Сосандон 312 (서상동 312)                                                                                 | Силла                     | 21 января 1963 года     |
| 74             | Гробница супруги вана Суро (수로왕비릉)                                        | Гробница супруги первого короля государства Кая | провинция Кёнсан-Намдо, г. Кимхэ, Кусандон 120 (구산동 120)                                                                                 | Силла                     | 21 января 1963 года     |
| 75             | Могильные погребения в Кусандоне, г. Кимхэ (김해 구산동 고분군)                | Гробницы, расположенные на расстоянии от 100 до 500 метров от гробницы супруги вана Суро | провинция Кёнсан-Намдо, г. Кимхэ, Кусадон 120 (구산동 120)                                                                                  | Силла                     | 21 января 1963 года     |
| 76             | Могильные погребения в Тэанни, г. Наджу (나주 대안리 고분군)                   | Захоронения периода государства Пэкче | провинция Чолла-Намдо, г. Наджу, Паннаммён Дэанни 103 (반남면 대안리 103)                                                                   | Пэкче                     | 21 января 1963 года     |
| 77             | Могильные погребения в Синчхонни, г. Наджу (나주 신촌리 고분군)                | Захоронения периода государства Пэкче | провинция Чолла-Намдо, г. Наджу, Паннаммён Синчхонни сан 41 (반남면 신촌리 산41)                                                            | Пэкче                     | 21 января 1963 года     |
| 78             | Могильные погребения в Токсанни, г. Наджу (나주 덕산리 고분군)                 | Захоронения периода государства Пэкче | провинция Чолла-Намдо, г. Наджу, Паннаммён Токсанни 473 (반남면 덕산리 473)                                                                 | Пэкче                     | 21 января 1963 года     |
| 79             | Могильные погребения в Чисандоне, уезд Корён (고령 지산동 고분군)              | Захоронения периода Кая | провинция Кёнсан-Пукто, уезд Корён, Корён-ып Чисанни сан 8 (고령군 고령읍 지산리 산8)                                                       | Кая                       | 21 января 1963 года     |
| 80             | Могильные погребения в Кёдоне, уезд Чханнён (창녕 교동 고분군)                 | Захоронения периода Кая, находящиеся к северу от горы Мокмасан (목마산) | провинция Кёнсан-Намдо, уезд Чханнён, Чханнён-ып Кёри 129 (창녕군 창녕읍 교리129)                                                           | Кая                       | 21 января 1963 года     |
| 81             | Могильные погребения в Сонхёндоне, уезд Чханнён (창녕 송현동 고분군)           | Захоронения племени Пульса — одного из двенадцати племён, составлявших племенной союз Чинхан | провинция Кёнсан-Намдо, уезд Чханнён, Чханнёп-ып Сонхённи 20-1 (창녕읍 송현리 20-1)                                                         | Три корейских государства | 21 января 1963 года     |
| 82             | Территория храма Чхонгунни в г. Кёнджу (경주 천군리사지)                       | Территория храма, расположенная на противоположном от парка развлечений «Мир Кёнджу» (경주 월드, Gyeongju World) берегу озера Помун (보문호)                                                                  | провинция Кёнсан-Пукто, г. Кёнджу, Чхонкундон 548-1 (천군동 548-1)                                                                          | Силла                     | 21 января 1963 года     |
| 83             | Комплекс Сонджам (선잠단지)                                                    | Построенный в 1471-м году (2-й год правления короля Сонджона) комплекс для выращивания тутового шелкопряда | Сеул, Сонпукку, Сонпукдон 64-1 (성북동 64-1)                                                                                                | Чосон                     | 21 января 1963 года     |
| 84             | Могильные погребения в Тоханни, уезд Хаман (함안 도항리 고분군)                | Захоронения, принадлежавшие поселению Пёнджин Анъя во времена государственного объединения Пёнхан | провинция Кёнсан-Намдо, уезд Хаман, Кая-ып Тоханни 484 (함안군 가야읍 도항리 484)                                                           | Пёнхан                    | 21 января 1963 года     |
| 85             | Могильные погребения в Мальсанни, уезд Хаман (함안 말산리 고분군)              | Предполагается, что захоронения появились в V—VI веках — в течение периода государства Ара Кая | провинция Кёнсан-Намдо, уезд Хаман, Кая-ып Мальсанни 325-2 (가야읍 말산리 325-2)                                                            | Кая                       | 21 января 1963 года     |
| 86             | Могильные погребения в Сонсандоне, уезд Сонджу (성주 성산동 고분군)            | Захоронения государства Сонсан Кая | провинция Кёнсан-Пукто, уезд Сонджу, Сонджу-ып Сонсанни сан 61 (성주읍 성산리 산61)                                                         | Кая                       | 21 января 1963 года     |
| 87             | Двойной могильный курган в г. Иксан (익산쌍릉)                                 | Предполагается, что это захоронения короля Пэкче Му и его супруги | провинция Чолла-Пукто г. Иксан, Соквандон сан 55, сан 66 (석왕동 산55, 산56)                                                                | Пэкче                     | 21 января 1963 года     |
| 88             | Территория древних построек в Сондонни, г. Кёнджу (경주 성동리 전랑지)         | Место, на котором в период государства Объединённое Силла были построены различные строения | провинция Кёнсан-Пукто, г. Кёнджу, Сондондон 4 (성동동 4)                                                                                   | Силла                     | 21 января 1963 года     |
| 89             | Крепость Соксон (석성산성)                                                     | Построена для защиты южных рубежей столицы Пэкче — г. Саби (уезд Пуё, Пуёып) | провинция Чхунчхон-Намдо, уезд Пуё, Соксонмён Хённэри сан 83 (석성면 현내리 산83)                                                           | Пэкче                     | 21 января 1963 года     |
| 90             | Крепость Имджон (임존성)                                                       | Располагалась на вершине горы Понсу. Периметр — около 3 километров. Была центром движения за возрождение Пэкче                                                                                                | провинция Чхунчхон-Намдо, г. Йесан, Дэхынмён Санджунни сан 83 (대흥면 상중리 산83)                                                          | Три корейских государства | 21 января 1963 года     |
| Статус отменён | Крепость Сонсан в уезде Сонджу (성산산성 (성주군))                             | | провинция Кёнсан-Пукто, Сонджу, Соннаммён, Синбури 3 (선남면 신부리 3)                                                                      | Три корейских государства | -                       |
| 92             | Крепость Иксантхо (익산토성)                                                   | Построена на вершине горы Огымсан (오금산) из земли и камней | провинция Чолла-Пукто, г. Иксан, Кыммамён Согодори 50-3 (금마면 서고도리 50-3)                                                              | Три корейских государства | 21 января 1963 года     |
| 93             | Могильные погребения в Пукчонни, г. Янсан (양산 북정리 고분군)                 | Захоронения периода трёх корейских государств | провинция Кёнсан-Намдо, г. Янсан, Пукчондон 697 (북정동 697)                                                                                | Три корейских государства | 21 января 1963 года     |
| 94             | Могильные погребения в Сингири, г. Янсан (양산 신기리 고부군)                  | Захоронения эпохи трёх корейских государств | провинция Кёнсан-Намдо, г. Янсан, Сингидон 29 (신기동 29)                                                                                   | Три корейских государства | 21 января 1963 года     |
| 95             | Могильные погребения в Чунбудоне, г. Янсан (양산 중부동 고분군)                | Самые южные из захоронений, находящихся в Янсаныпе | провинция Кёнсан-Намдо, г. Янсан, Чунбудон сан 1 (중부동 산1)                                                                               | Три корейских государства | 21 января 1963 года     |
| 96             | Крепость Кёнджуып (경주읍성)                                                   | Внутренняя крепость, построенная в 1378 году 32-м королём государства Корё У | провинция Кёнсан-Пукто, г. Кёнджу, Пукпудон 1 (북부동 1)                                                                                    | Корё                      | 21 января 1963 года     |
| 97             | Крепость Сингири (신기리산성)                                                  | Каменная крепость, построенная на вершине горы Сонансан (서낭산) на высоте 332 метра над уровнем моря | провинция Кёнсан-Намдо, г. Янсан, Сингидон (신기동), Хогедон (호계동), Пукчондон (북정동)                                                   | Силла                     | 21 января 1963 года     |
| 98             | Крепость Пукпу в Пукпу, г. Янсан (양산 북부 동산성)                            | Каменная крепость, построенная для сдерживания японских войск, наступавших вдоль реки Нактонган | провинция Кёнсан-Намдо, г. Янсан, Пукпудон (북부동), Намбудон (남부동), Чунбудон (중부동), Табандон (다방동)                                | Силла                     | 21 января 1963 года     |
| 99             | Печи для обжига глиняных изделий в Ссанпунни, уезд Пуё (부여 쌍북리 요지)      | Территория гончарных мастерских, в которых обжигали керамику и черепицу | провинция Чхунчхон-Намдо, уезд Пуё, Пуё-ып Ссанпунни сан 30 (부여읍 쌍북리 산30)                                                            | Пэкче                     | 21 января 1963 года     |
| 100            | Печи для обжига керамики в Попкири, г. Янсан (양산 법기리 도요지)              | Использовались для создания белой керамики в XVI—XVII века | провинция Кёнсан-Намдо, г. Янсан, Тонмён, Побкири сан 182 (동면 법기리 산82)                                                                | Пэкче                     | 21 января 1963 года     |